# مسجد شاه جهان (السند)
مسجد شاه جهان هو مسجد جامع يقع في تته بالسند.

## معرض الصور

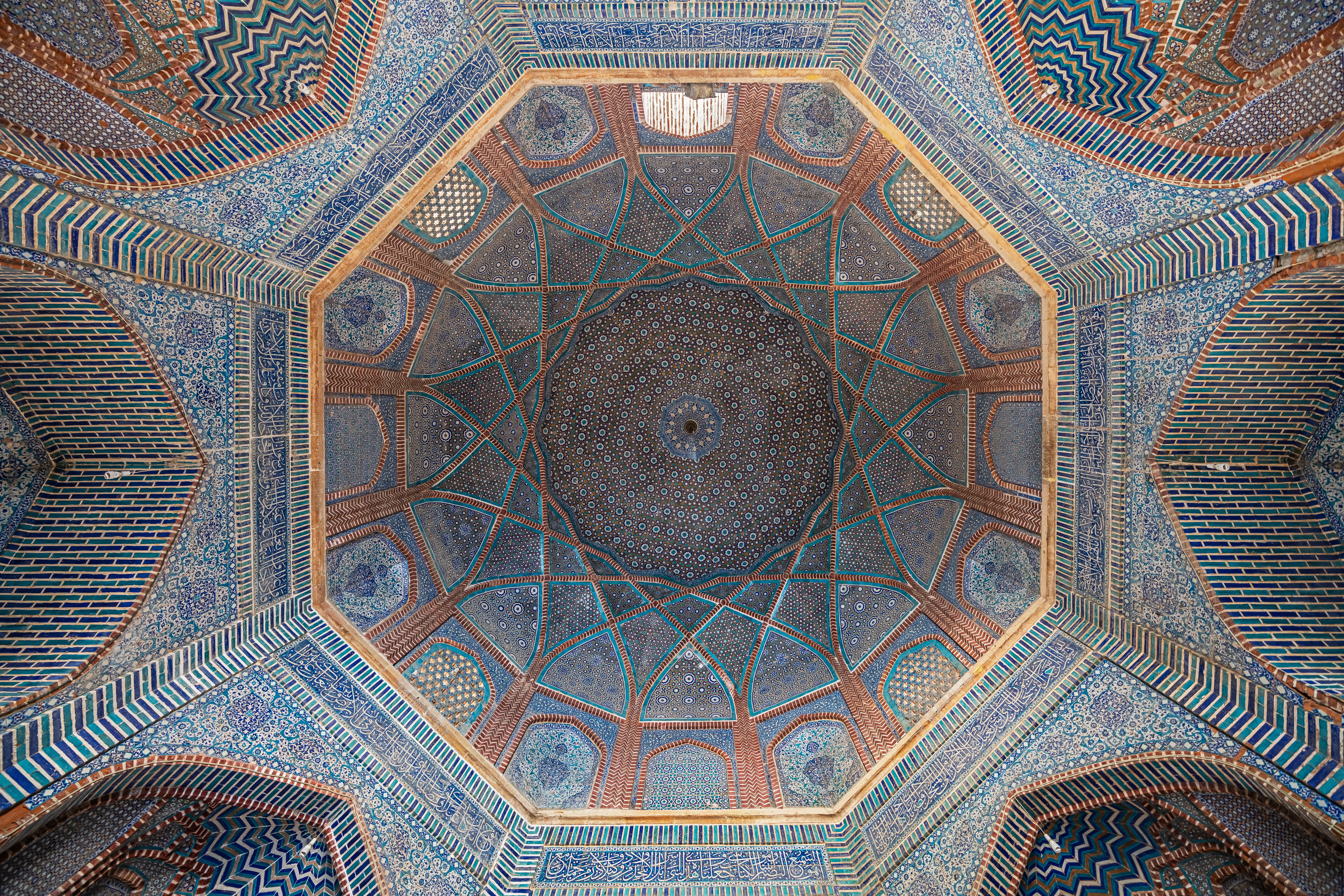